# رون سميث (كاتب)
رون سميث هو كاتب وشاعر كندي، ولد في 1943.